# Asociación Atlético Boxing Club
La Asociación Atlético Boxing Club es una institución centenaria de la ciudad de Río Gallegos, al sur de la provincia de Santa Cruz, en el sur de la patagonia Argentina. Fue fundada el 23 de agosto de 1920 y actualmente se destaca en el plano nacional con su equipo de fútbol, el cual ha participado del Torneo Regional Federal Amateur, cuarta división para equipos indirectamente afiliados a la AFA, perdiendo en cuartos de final con Jorge Newbery (CR)
.
Disputa sus partidos de local en el Emilio "Pichón" Guatti, con capacidad para 1500 espectadores y superficie de césped sintético. 
Posee 20 títulos a nivel local y en 1973 obtuvo su mejor resultado deportivo, cuando en el Torneo Regional, perdió dos chances de acceder al Nacional '73, primero perdiendo la final de la ronda de ganadores ante Cipolletti de Río Negro, y más tarde la final de la ronda perdedores ante All Boys de Santa Rosa, La Pampa, quedando así a pocos pasos de jugar en primera división.
Su clásico rival es el Club Deportivo Hispano Americano, equipo contra el cual disputa el Clasico Santacruceño, el encuentro más convocante y antiguo de la ciudad de Río Gallegos y de la Provincia de Santa Cruz en sí, alimentado a su vez, por la supremacía de ambos clubes en el historial de la Liga.

## Historia

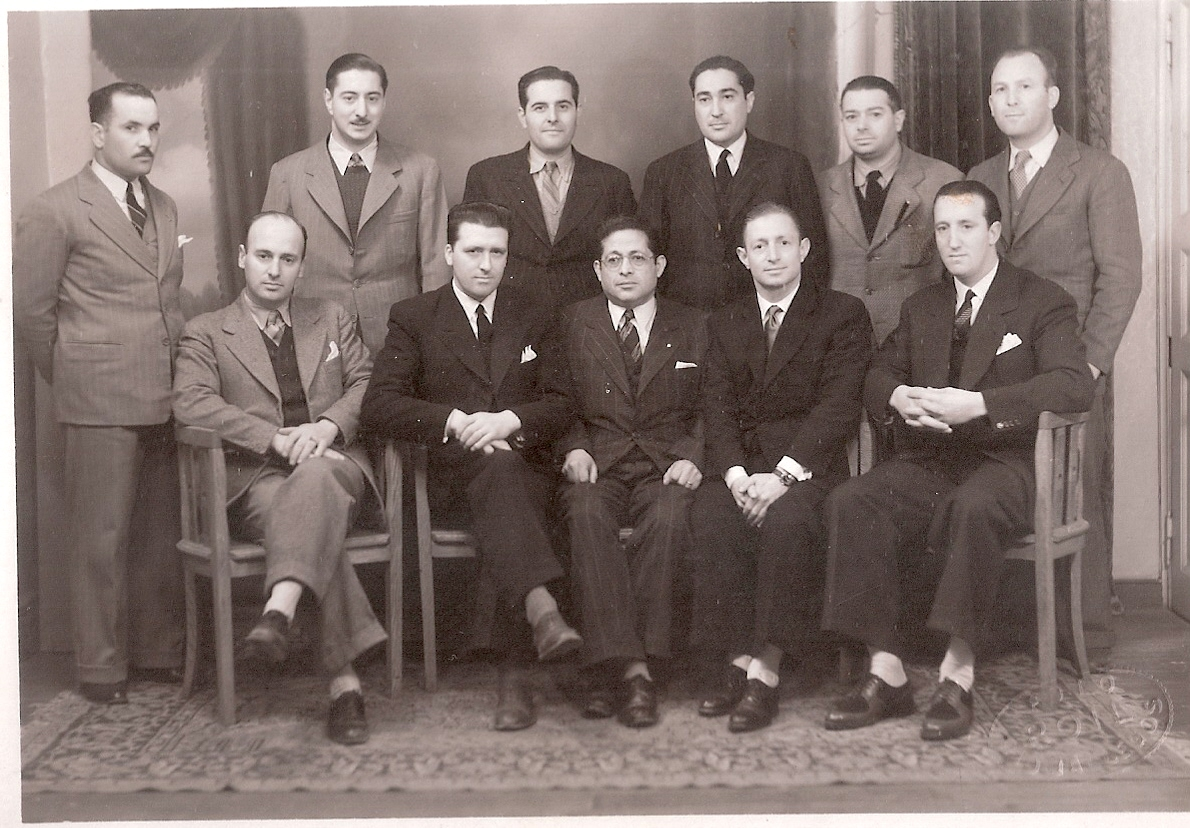
Comisión Directiva de Boxing Club en 1930.

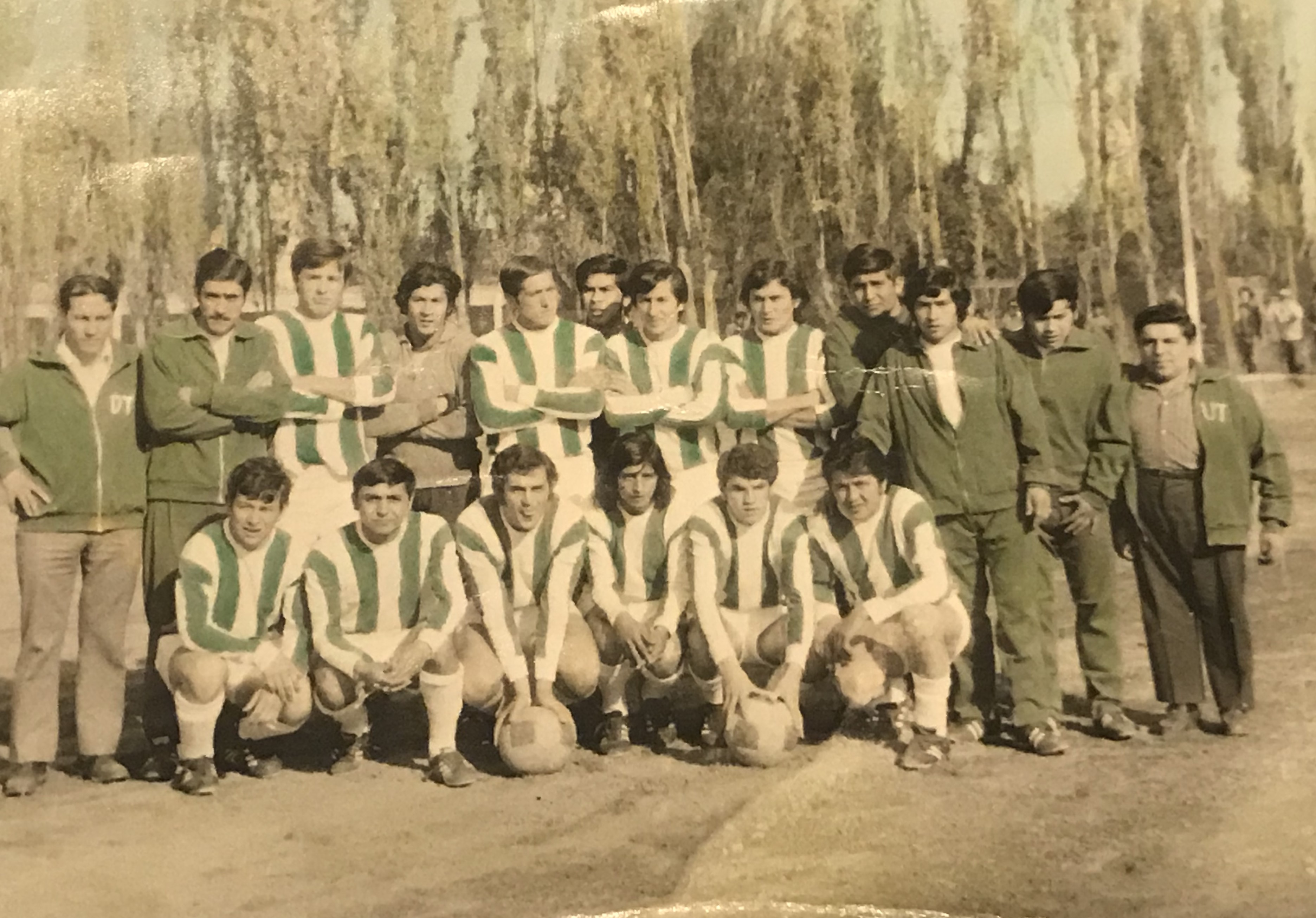
Boxing Club. Plantel que disputó el Torneo Regional 1973

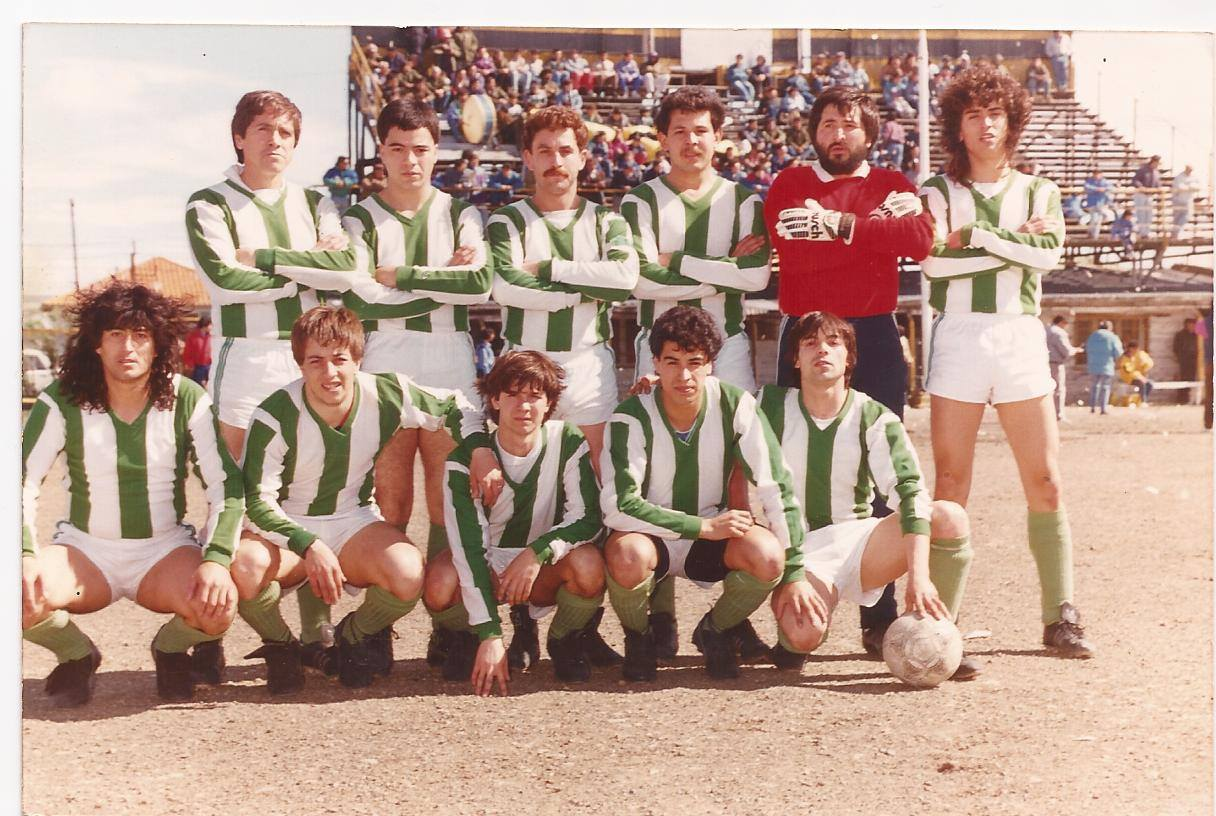
Boxing Club temporada 1991.

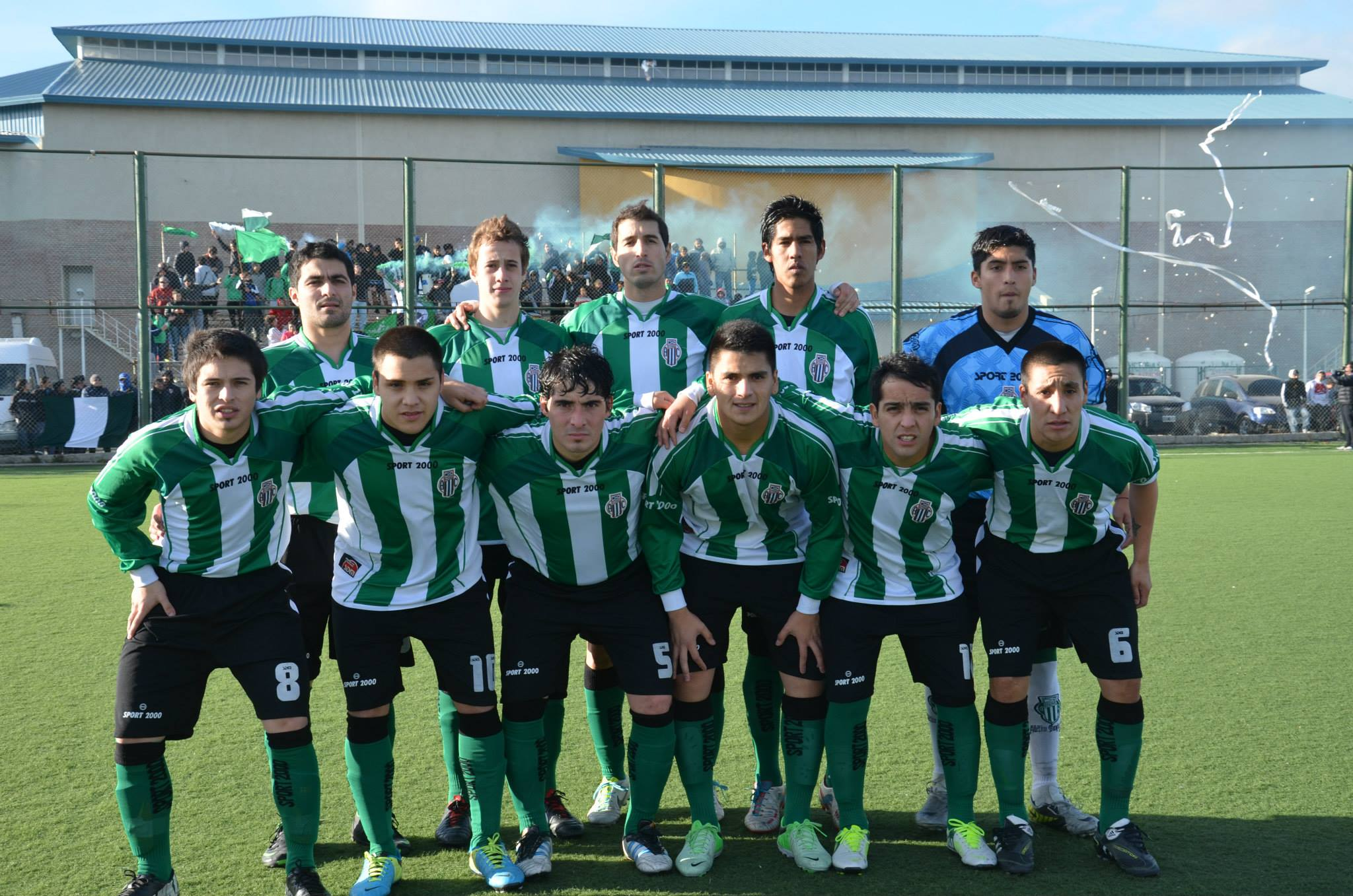
Boxing Club. Plantel que disputó el Torneo Federal B 2014

La institución nace el 23 de agosto de 1920. El nombre es elegido por votación, y sugerido por el primer vicepresidente del club, Alfonso Martínez, apasionado al boxeo. Juan Castro fue el primer presidente, y además de Martínez, también estaban Rosario Macchia y Abel Bazán, mientras que como vocales se encontraron Amador Álvarez Muñiz, Baltasar Bazán, Berthie Joslish, René Picard, Oscar Ritchie, Ricardo Gaydosh, Miguel Aristizábal y Ricardo Fernández. El 19 de febrero de 1929 nace el "Cuerpo de Bomberos Voluntarios del Atlético Boxing Club", el primero de toda la patagonia. En 1943 la sede social sufre un incendio que destrozó todas las instalaciones del club, además de destruir valioso material en papel que allí se guardaba. En 1965 comenzaron los trabajos en el actual predio del club, ubicado entre las calles San Martín, Provincia Unidas, Rivadavia y Santa Fe.
En el 2014 obtiene su más reciente lauro nacional, se proclama como uno de los vencedores del Torneo del Interior de ese año, además, el último en disputarse. En la final se enfrentó a Banfield de Puerto Deseado, ciudad del norte santacruceño. En la ida venció 2 a 0 como visitante, y en Gallegos venció 4 a 0 para así obtener el ascenso al, más tarde renombrado, Torneo Federal B.
Otra destacada actuación tuvo en la Copa Argentina 2013-14, cuando siendo debutante venció como local, al ya experimentado Germinal de Rawson, equipo chubutense que más tarde se haría con la zona 1 del Federal B donde el mismo Boxing quedó eliminado. El partido, disputado en el Estadio Ciudad del Centenario, se jugó el 29 de octubre de 2014, y tras empatar 3 a 3 en el tiempo reglamentario, el local venció 5 a 3 en la definición por penales. Más tarde, en la siguiente instancia, quedaría eliminado ante Petrolero Argentino de Plaza Huincul.
Además de las ya mencionadas, también tomó connotación nacional cuando, durante el 2014 y por la reestructuración que realizó la Asociación del Fútbol Argentino, se lo invitó a participar en la tercera división nacional, junto con Boca Río Gallegos. Ambas instituciones declinaron participar por el alto costo del certamen, tanto en viajes como en presupuesto de jugadores.
Otra disciplina practicada en el club es el futsal, donde fue campeón del Torneo Nacional de Clubes Copa de Oro de Zona Sur 2018.
El Atlético Boxing Club de Río Gallegos ganó brillantemente la serie ante la CAI (Comisión de Actividades Infantiles)  de Comodoro Rivadavia por un global de 3 a 1 y de esta manera  se consagró campeón de la zona Patagónica, había caído en su visita de la semana pasada por la mínima ante su rival de esta tarde pero hoy en el segundo tiempo sacó a relucir la chapa de favorito y en  el "´Pichón" Guatti, se convirtió en finalista gracias a los tres gritos de Enzo Fernández, Adrián Castro y Franco Montero.
Boxing disputó la final por un ascenso ante Círculo Deportivo de la ciudad de Nicanor Otamendi que pasó a esta instancia en una definición por penales, no logrando el ascenso tras haber perdido como visita 2 a 0 y pese a ganar como local 2 a 1, perdió por un global de 3 a 2 ante Círculo Deportivo de Comandante Nicanor Otamendi, que finalmente se hizo con el ascenso al Torneo Federal A 2019-2020.

### Torneos federales
Tras el Federal B de 2014, donde jugó 9 partidos en una zona de cuatro equipos, donde ganó dos partidos, empató uno y perdió los seis restantes, terminó tercero. En esa misma temporada disputó por primera vez la Copa Argentina, donde eliminó en primera instancia a Germinal de Rawson por penales y, en el segundo partido y por la misma vía, quedó eliminado por Petrolero Argentino de Plaza Huincul.
En el 2015 participó nuevamente en el Torneo Federal. Esta vez integró la zona 1, un grupo donde todos los equipos patagónicos estuvieron juntos. El equipo jugó 20 partidos, ganando nueve, empatando siete y perdiendo solo cuatro, y así logró pasar a la siguiente fase. En la segunda fase integró la Zona A, junto con otros cuatro equipos de la zona previa, a los cuales se le sumaron Sansinena de General Cerri y Villa Mitre de Bahía Blanca, que finalmente ascendería. Esta segunda fase se jugó a una sola rueda, todos contra todos, y aquí el equipo ganó la mitad de los partidos jugados, los tres jugados como local ante Villa Mitre, Cruz del Sur de Bariloche y Huracán de Comodoro Rivadavia. A pesar de ello, no logró avanzar de fase.
En 2016 el equipo se bajó del primer Torneo Federal jugado, torneo de carácter transitorio que otorga tan solo un ascenso para cerca de 100 equipos. Además reducen gastos ya que el viaje de visitante rondaba los 100.000 pesos.
En el 2017 vuelve a jugar el último torneo denominado Federal B bajo ,la conducción Técnica del experimentado DT Luis Blanco, logrando realizar una gran campaña en la fase inicial y jugar un gran partido en cuartos de final con el equipo Deportivo Rincón de Neuquén en Río Gallegos. En la vuelta de los cuartos de final, empató con Boxing Club 2 a 2 y gracias al 2-0 en la ida disputará la semifinal del Federal B. En el 2019 El Atlético Boxing Club de Río Gallegos ganó brillantemente la serie ante la CAI (Comisión de Actividades Infantiles)  de Comodoro Rivadavia por un global de 3 a 1 y de esta manera  se consagró campeón de la zona Patagónica, había caído en su visita de la semana pasada por la mínima ante su rival de esta tarde pero hoy en el segundo tiempo sacó a relucir la chapa de favorito y en  el "´Pichón" Guatti, se convirtió en finalista gracias a los tres gritos de Enzo Fernández, Adrián Castro y Franco Montero.
Boxing disputó la final por un ascenso ante Círculo Deportivo de la ciudad de Nicanor Otamendi que pasó a esta instancia en una definición por penales, no logrando el ascenso tras haber perdido como visita 2 a 0 y pese a ganar como local 2 a 1, perdió por un global de 3 a 2 ante Círculo Deportivo de Comandante Nicanor Otamendi, que finalmente se hizo con el ascenso al Torneo Federal A 2019-20.

## Instalaciones
Estadio Emilio "Pichón" Guatti

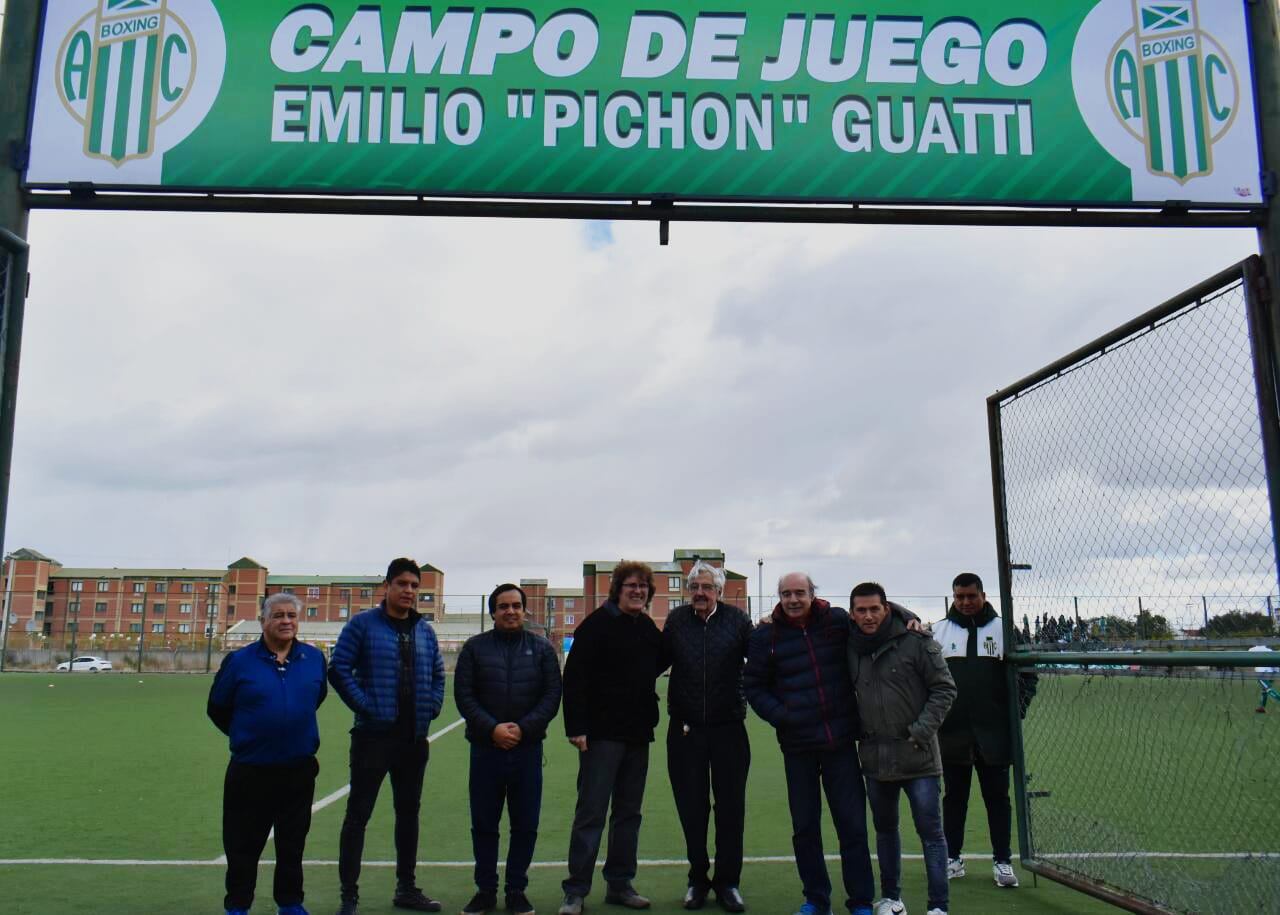
Campo deportivo “Emilio Pichón Guatti”.

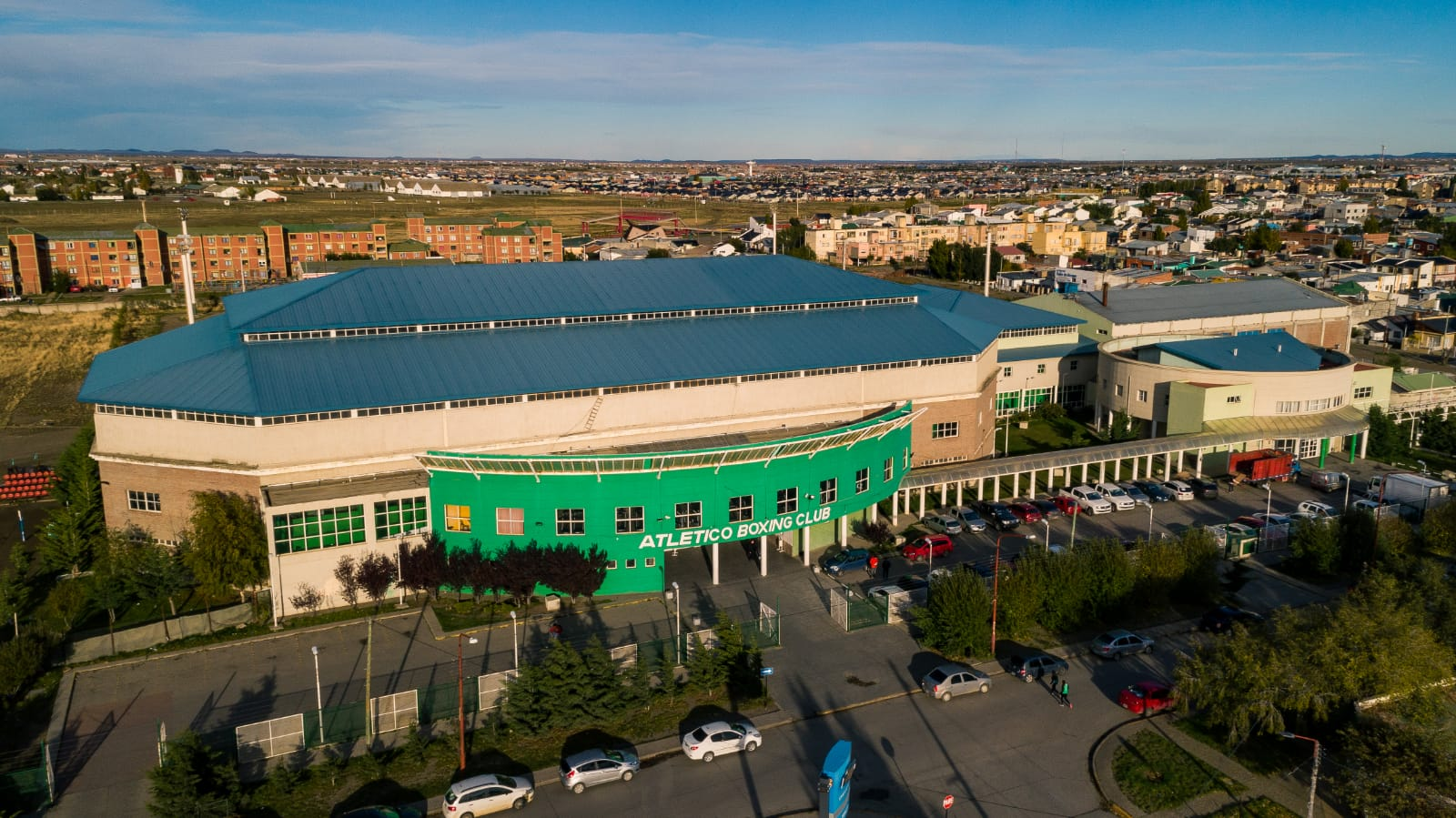
Gigante Verde.

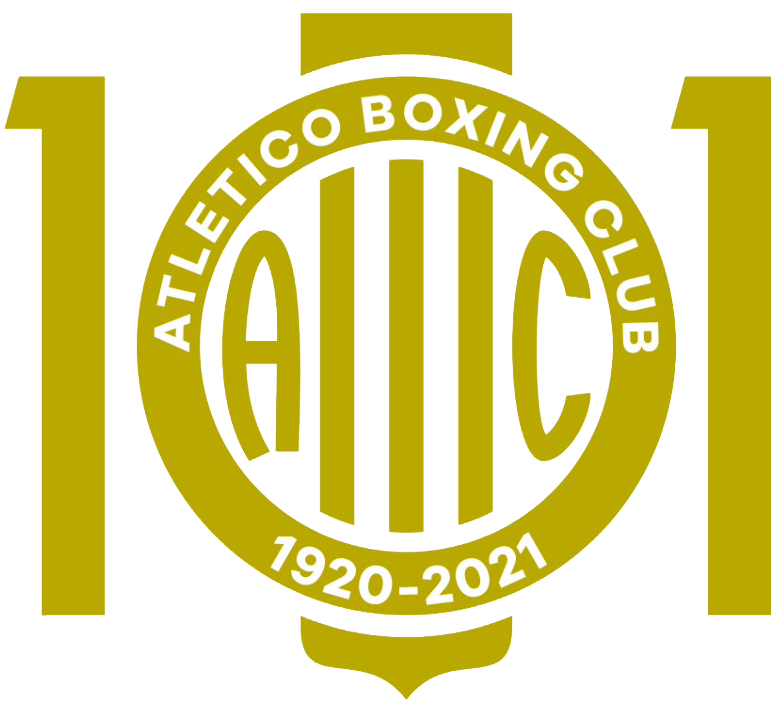

El campo de juego Emilio "Pichón" Guatti  es el que el club utiliza para la práctica de fútbol. Se encuentra dentro del predio que el club posee en las calles Provincias Unidas y Rivadavia. Cuenta con césped sintético y capacidad para 1500 espectadores.

### Gimnasio ABC
El Gimnasio Atlético Boxing Club es el Estadio Ciudad del Centenario  del club. Ubicado en el mismo predio que su estadio de fútbol, es utilizado para diversos deportes de interior, como básquet o vóley. Cuenta con capacidad para 3500 personas.
En él se disputó el encuentro inaugural de la Liga Nacional de Básquet 2004/05 en el cual Boca Juniors venció a River Plate ante 2800 personas. También albergó un partido de futsal del seleccionado nacional ante un combinado local. Además, fue utilizado por Club Deportivo Hispano Americano más de una ocasión en los certámenes federales que disputó el mismo, cuando buscó mayor convocatoria.
Por la forma en "C" que el estadio posee, ubicando sobre un lateral un escenario, lo convierte en sede de varios eventos, como recitales o eventos políticos.

## Plantel 2024-25

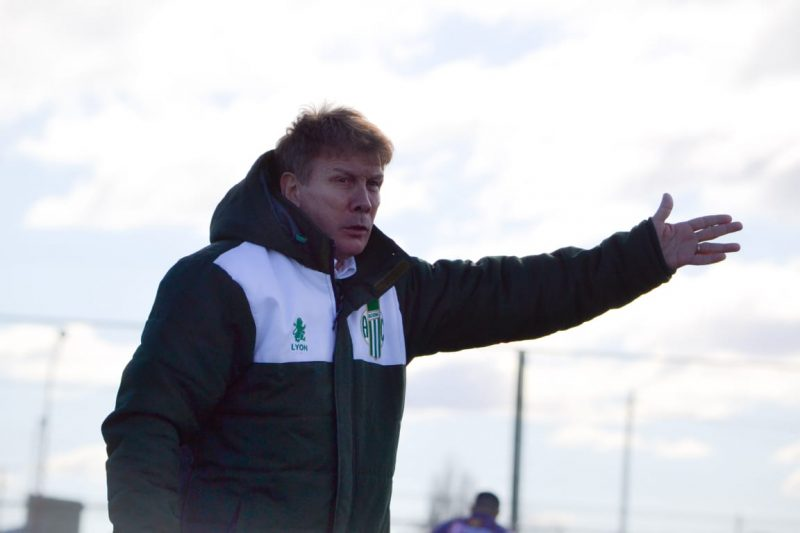
Luis Blanco en 2017

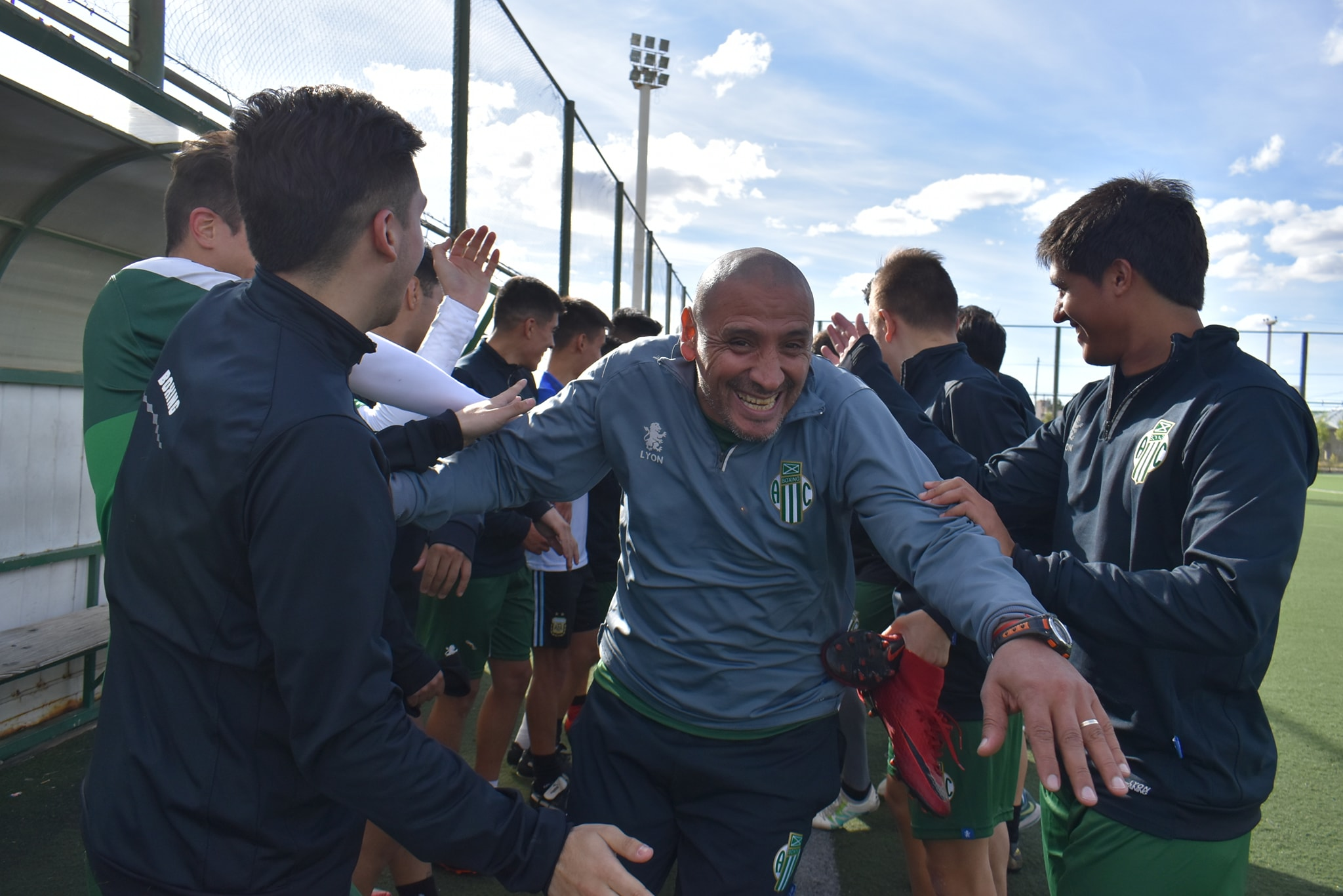
Jorge Lencia en 2019

- Actualizada el 01 de diciembre de 2024

## Entrenadores (Torneos Federales / Regionales)

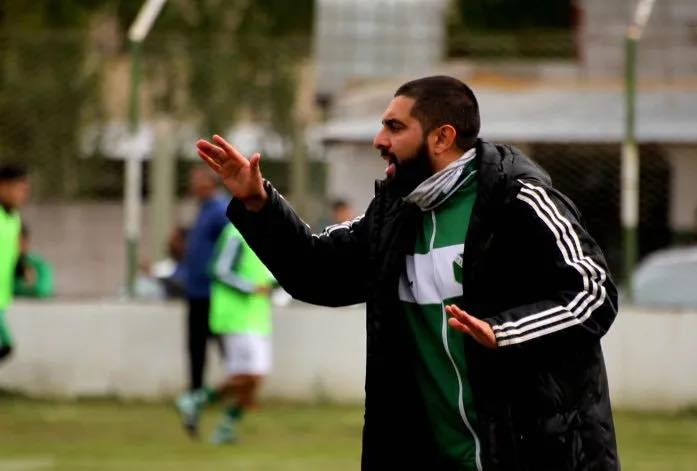
Javier Guerreiro en 2025

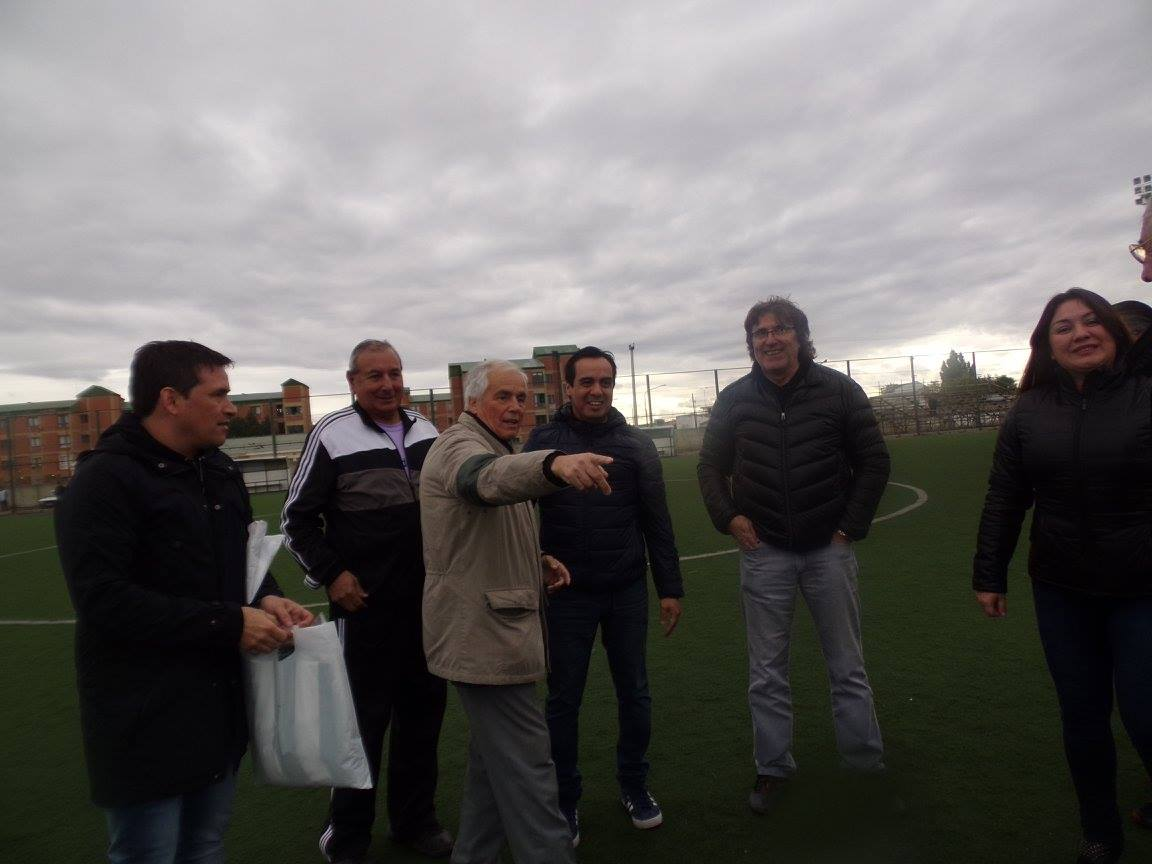
Glorias del Albiverde.

- Daniel Giacomole (2005-2006)
- Juan Carlos Gargaglione (2007-2009)
- Daniel Toledo (2010-2011)
- Luis Manuel Blanco (2017)
- Miguel Monte de Oca (2018)
- Jorge Alberto Lencina (2019)
- Javier Guerreiro
- Marcelo Zuleta (2022)
- Lucas Nicolas Soto (2023-2024)
- Rubén Capovilla (2024-2025)
- Javier Guerreiro (2025-)

## Presidentes
- Juan  S. Castro (1920–1922)
- Tomás Villanustre (1922–1924)
- Ibón Noya (1924–1928)
- Manuel Vasquez (1928–1932)
- José Fadul (1932–1935)
- Manuel Vasquez (1935–1937)
- José Fadul (1937–1940)
- José Sureda (1940–1941)
- José Fadul (1941–1944)
- Manuel Miranday (1944–1947)
- Juan Carlos Darre (1947–1948)
- Manuel Miranday (1948–1950)
- José Fadul (1950–1951)
- Manuel Miranday (1951–1953)

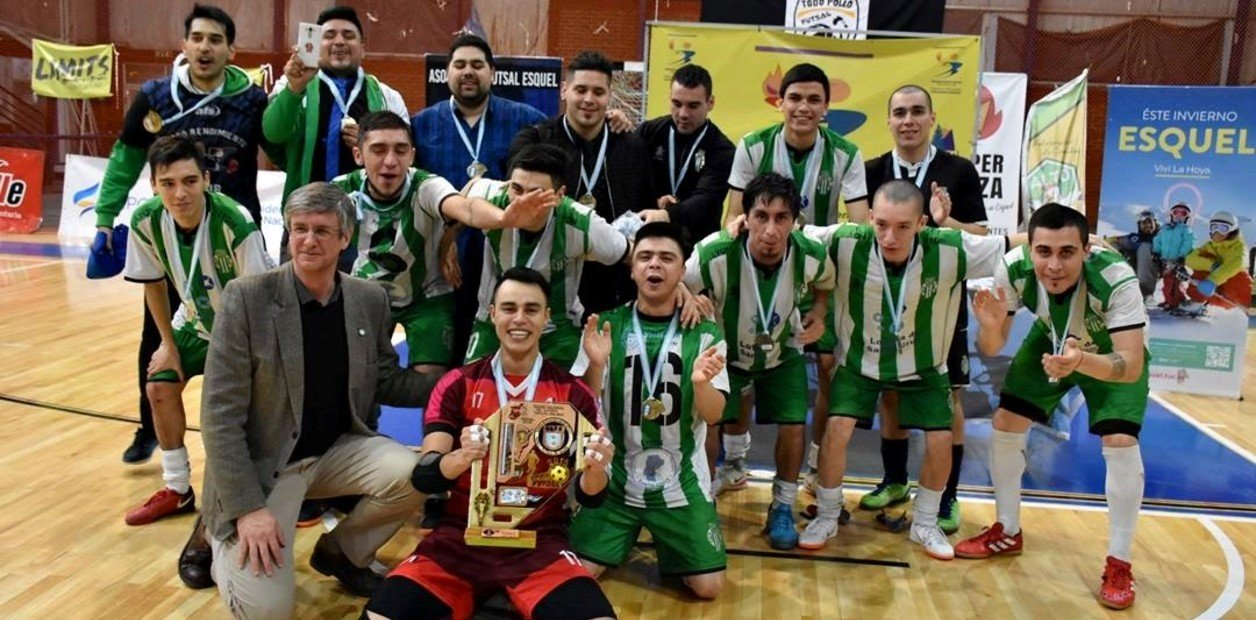
Boxing Club, campeón 2018 de Futsal

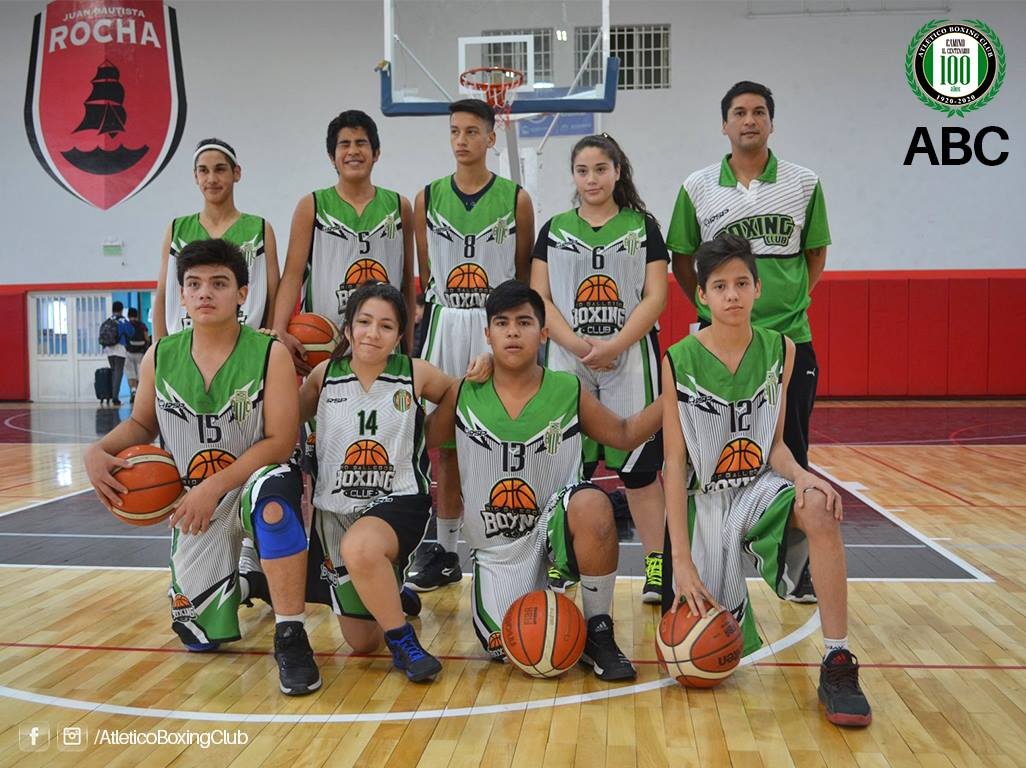
ABC BÁSQUET

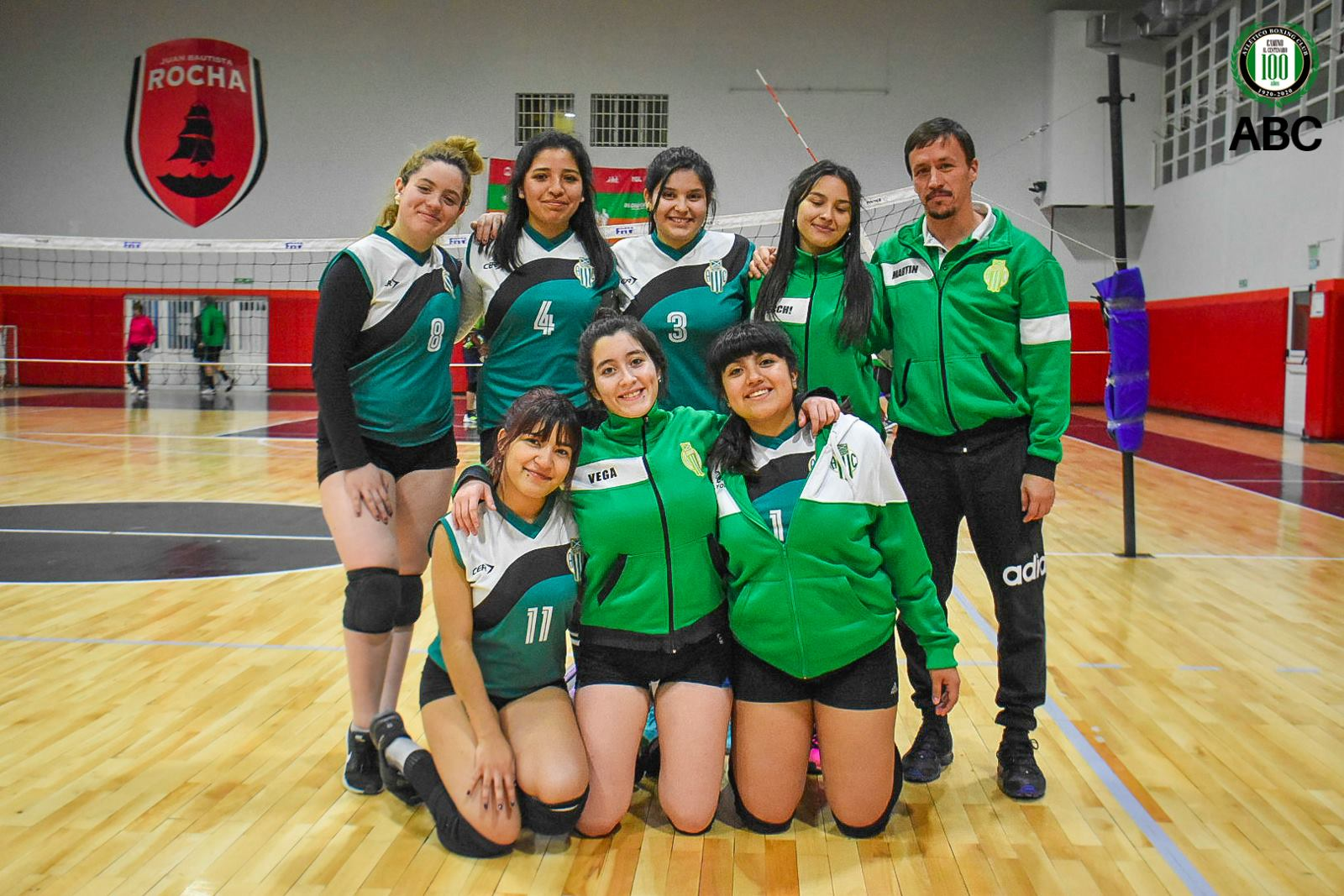
VOLEY ABC

KARATE BOXING

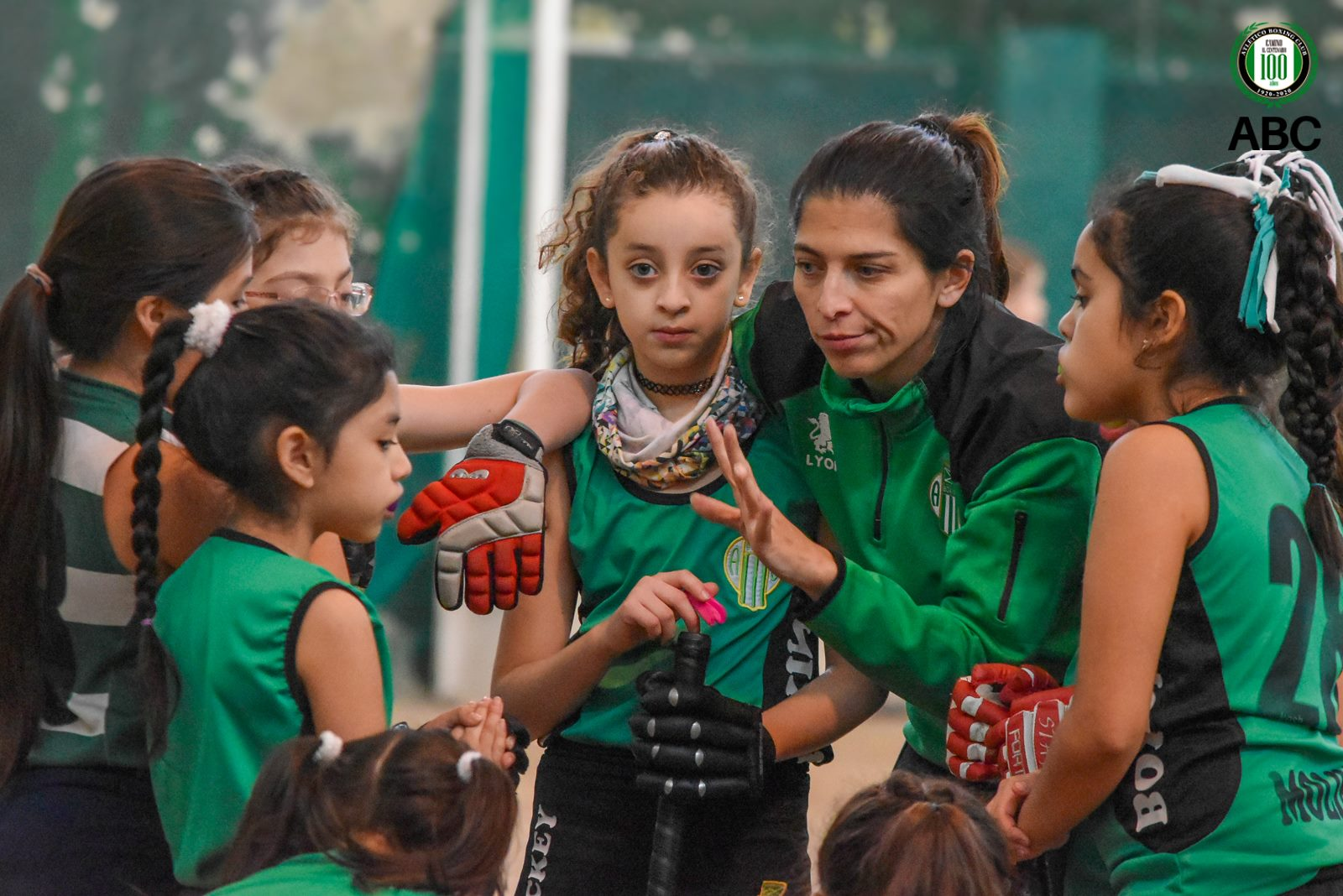
ABC HOCKEY

- Ángel Rodríguez Antepara (1953–1955)
- José Sureda (1955–1956)
- Juan Cepernic (1956–1957)
- José Fadul (1957–1959)
- Nicolás Laughton (1959–1962)
- Alberto Raúl Segovia (1962–1965)
- Emilio “Pichón” Guatti (1965–1970)
- Carlos Sancho San Miguel (1970–1976)
- José Nicolás Giglio (1976–1977)
- Mario Braccalenti (1977–1980)
- Dante Vaiani (1980–1984)
- Emilio “Pichón” Guatti (1984–1988)
- Carlos Sancho San Miguel (1988–1992)
- Américo Picone (1992–1996)
- Roberto Giubetic (1996–1998)
- Mario Braccalenti (1998–2006)
- Emilio “Pichón” Guatti (2006–2012)
- Walter Chaves (2012–2016 )
- Roberto “Tito” Velásquez (2016–2021)
- Leonardo Mata (2021-)

## Datos del club
- Temporadas en primera división: 0
- Temporadas en segunda división:
  - Torneo Regional: 5 (1973, 1974, 1976, 1978, 1980)
    - Mejor resultado: semifinalista (1973)
- Temporadas en tercera división: 0
- Temporadas en cuarta división:
  - Torneo Federal B: 4 (2014 - 2015 - 2016 - 2017)
  - Torneo Regional Federal Amateur: 6 (2019 - 2024)
    - Mejor resultado: finalista (2019)
- Temporadas en quinta división:
  - Torneo del Interior: 8 (2006, 2007, 2008, 2009, 2010, 2011, 2012 y 2014)
    - Mejor resultado: ganador (2014)
- Participaciones en Copa Nacional: 1 (2014/15)
  - Mejor participación en la Copa Argentina 2014/15, llegó a segunda fase.
- Mejor marcador a favor: 7 a 0, en el Torneo Federal B 2017 a Independiente de San Julián.

## Títulos

### Nacional
- Ganador  del Torneo del Interior 2014
- Campeón de la zona Patagónica Torneo Regional Federal Amateur 2019
- Finalista Torneo Regional Federal Amateur 2019
- Ganador del Torneo Anual Clasificatorio 2019

### Regional
- Campeón de la Liga de Fútbol Sur de Santa Cruz en   22 ocasiones
  - Temporadas 1963/64, 1964/65, 1967/68, 1968/69, 1970/71, 1974/75, 1975/76, 1976/77, 1986/87, 1987/88, 1991/92, 2005/06, 2006/07, 2007, 2011, 2014/15, 2016, 2017, 2018 y 2019. 2023 (Apertura y Clausura)

## Otros deportes
Además del fútbol, el club cuenta con la práctica de patín artístico, handball, básquet, pelota paleta, hockey, vóley, karate, gimnasia artística, squash, musculación, danza árabe y boxeo.